# Sciocochlea collasi
Sciocochlea collasi is een slakkensoort uit de familie van de Clausiliidae. De wetenschappelijke naam van de soort is voor het eerst geldig gepubliceerd in 1904 door Sturany.